# Савва (Вукович)
Епи́скоп Са́вва (серб. Епископ Сава, в миру Све́тозар Ву́кович, серб. Светозар Вуковић; 13 апреля 1930, Сента, Северно-Банатский округ, Сербия — 17 июня 2001, Белград) — епископ Сербской Православной Церкви, епископ Шумадийский. Церковный историк, член-корреспондент Сербской Академии наук и искусств (1997).

## Биография
Основную школу и реальную гимназию закончил в городе Сенте.
В 1950 году окончил Духовную семинарию Святого Саввы в Монастыре Раковица. В 1954 году окончил Богословский факультет Белградского университета.
В 1957—1958 годы проходил постдипломную подготовку на старокатолическом богословском факультете Бернского университета (Швейцария).
С 1958 года — преподаватель Духовной семинарии Святого Саввы в Белграде.
3 ноября 1959 года в Белградском Введенском монастыре Патриархом Сербским Германом пострижен в монашество с именем Савва. 4 декабря того же года монах Савва был рукоположён в сан иеродиакона.
15 мая 1961 года на Богословском факультете Белградского университета защитил докторскую диссертацию «Типик архиепископа Никодима», написанную под руководством профессора Лазара Марковича.

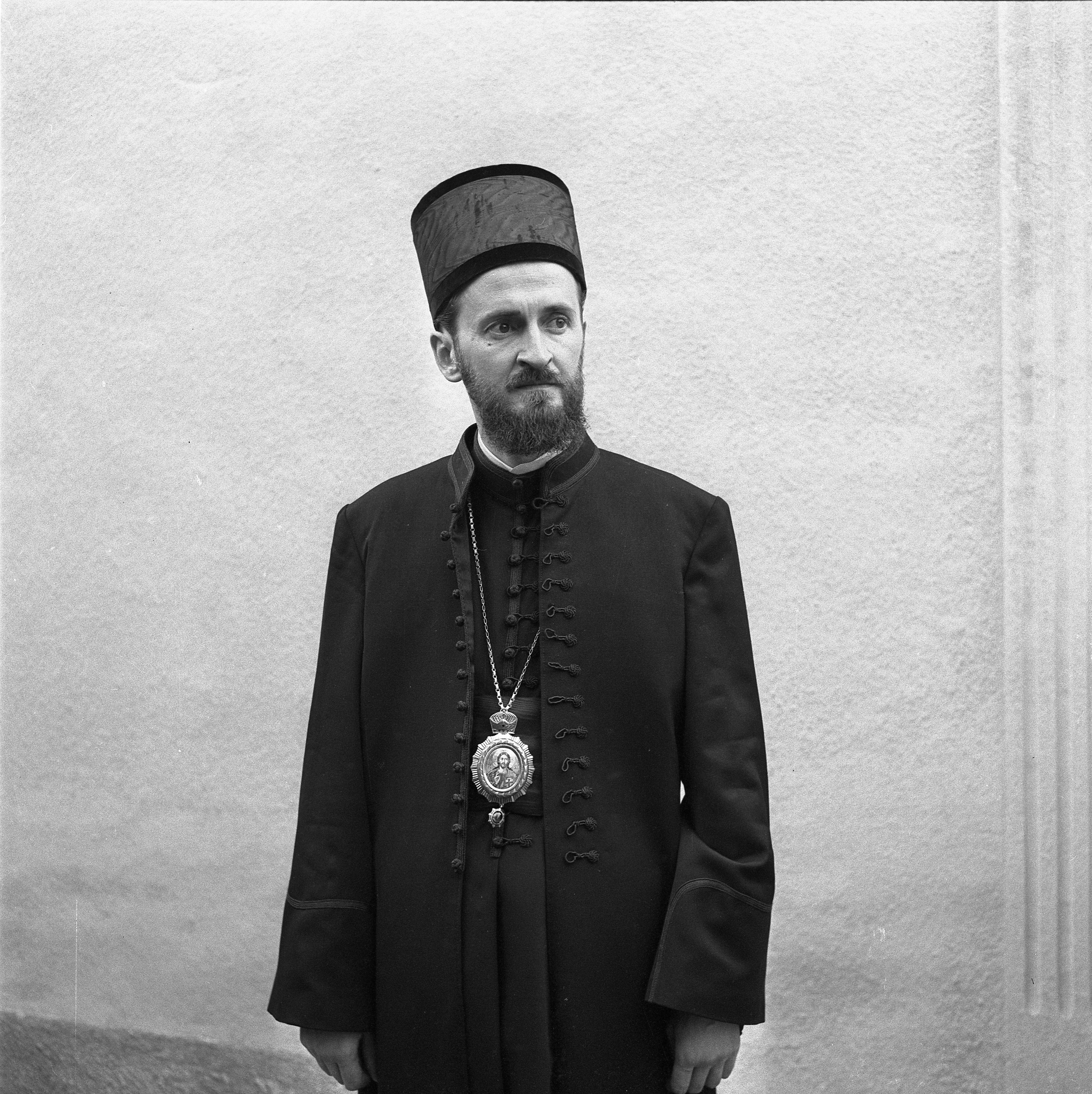
Епископ Савва

20 мая 1961 иеродиакон Савва был избран епископом Моравичским, викарием Патриарха Сербского.
3 июня того же года Патриархом Германом рукоположён в сан иеромонаха и возведён в достоинство протосингела. 24 июня возведён в сан архимандрита.
23 июля 1961 в кафедральном соборе в Белграде рукоположен во епископа Моравичкого. Хиротонию совершили: Патриарх Сербский Герман, епископ Бачский Никанор (Иличич) и епископ Банатский Виссарион (Костич).
С 1961 по 1967 год преподавал литургику и историю искусств на Богословском факультете Белградского университета.
С 1 июня 1967 года — епископ Восточно-Американский и Канадский.
При его непосредственном участии в 1975 году был основан Монастырь Марча, открыто 14 новых приходов. 1 января 1968 года начал выходить журнал «Path of Orthodoxy: Staza pravoslavlja».
В 1975 году перенёс епископскую резиденцию из Кливленда в Эджуэрт, где было построено специальное здание с часовней во имя святителя Никодима, архиепископа Сербского.
21 мая 1977 года назначен епископом Шумадийским, при этом временно управляя Восточно-Американской и Канадской епархией до назначения туда епископа в 1978 году.
В 1978 году временно управлял Жичской епархией.
С декабря 1979 по июнь 1985 года временно управлял Банатской епархией.
В 1980—1996 годы временно управлял Темишварской епархией.
В 1986—1988 годы временно управлял Средне-Западно-Американской епархией и Западно-Американской епархией.
В 1988—1990 годы временно управлял Бачской епархией.
В Шумадийской епархии заложил более ста новых храмов. Организовал реставрацию ряда древних монастырей. В Крагуеваце был построен новый епархиальный центр. Инициировал создание ряда благотворительных фондов, больницы и детского дома.
С 1995 года — постоянный член Матицы Сербской.
С 23 октября 1997 года — член-корреспондент Сербской Академии наук и искусств.
В 1997 по инициативе епископа Саввы в Крагуеваце был открыт филиал Белградской Духовной семинарии, который в 2000 году был преобразован в самостоятельную Духовную семинарию Святого Иоанна Златоуста.
В сентябре 2000 года поддержал избрание Воислава Коштуницы президентом Югославии, заявив в своём письме: «Нас особенно радует то, что в Вашем лице наша страна обрела первого верующего президента после Второй мировой войны».
Скончался 17 июня 2001 года в Белграде. Похоронен в кафедральном соборе в Крагуеваце.

## Исторические труды
Он занимался научной работой и публиковал труды по истории и литургии в наших и зарубежных журналах и газетах.
Он написал следующие труды «История Сербской Православной Церкви в Америке и Канаде 1891—1941 гг.», затем книги «Сербские иерархи», «Могилы сербских архиереев». Будучи епископом Моравским, он был инициатором издания журнала «Сербская Православная Церковь — Её прошлое и настоящее» (Српска Православна церква — ньена праствость и саснойст) на сербском и английском языках, а также газеты Сербского патриархата «Православлье», ответственным редактором которого он был с первого по седьмой номер до отъезда на новую службу в США. Он был главным редактором «Гласника, официальной газеты Сербской Православной Церкви» с июня 1966 по июль 1967 года. Он запустил журнал Восточно-Американской и Канадской епархии «Путь Православия» (Стаза православља), который впоследствии стал официальной газетой Сербской православной церкви в США и Канаде. Он редактировал мемориал под названием «Семь с половиной веков Сербской Церкви» на сербском и английском языках, а также «Календарь Сербской православной церкви в Америке и Канаде на 1971 год». Основал газету Шумадийской епархии «Каленић». В качестве администратора Банатской (1980—1985) и Бачковской епархий (1988—1990) он восстановил прежние журналы этих епархий: «Банатский вестник» (Банатски весник; 1981) во Вршаце и «Беседа» (1989) в Нови-Саде. Редактировал «Церковный календарь Сербского Патриархата» за 1981, 1982 годы и период с 1996 по 2001 год. Он является автором книги «Сто самых известных сербов» (Сто најзнаменитијих Срба).

## Награды
- Медаль Белого ангела[серб.] (Сербия и Черногория)[5]